# Arie Schans
Arie Schans (né le 12 décembre 1952) est un entraîneur néerlandais de football.
Il était le sélectionneur de la Namibie lors de la Coupe d'Afrique des nations 2008.